# Belciugatele
Belciugatele – wieś w Rumunii, w okręgu Călărași, w gminie Belciugatele. W 2011 roku liczyła 1101 mieszkańców.